# Красова (Стшелецки окръг)
Вижте пояснителната страница за други значения на Красова.
Красо̀ва (на полски: Krasowa; на немски: Krassowa) е село в Южна Полша, Ополско войводство, Стшелецки окръг, Община Лешница. Според Полската статистическа служба към 31 декември 2009 г. селото има 199 жители.

## Местоположение
Разположено е на около 3 km югозападно от общинския център Лешница.